# Bukhara Challenger
Bukhara Challenger là một giải thi đấu quần vợt tổ chức ở Bukhara, Uzbekistan từ năm 2000. Sự kiện là một phần trong challenger series và diễn ra trên sân cứng ngoài trời.

## Trận chung kết trong quá khứ

### Đánh đơn
| Năm  | Vô địch             | Á quân              | Tỉ số               |
| ---- | ------------------- | ------------------- | ------------------- |
| 2008 | Denis Istomin       | Illya Marchenko     | 4–6, 6–2, 6–4       |
| 2007 | Denis Istomin       | Amir Weintraub      | 3–6, 6–1, 6–4       |
| 2006 | Janko Tipsarević    | Rohan Bopanna       | 6–2, 6–4            |
| 2005 | Denis Istomin       | Ilija Bozoljac      | 6–4, 6–7, 6–5, RET. |
| 2004 | Michal Mertiňák     | Teymuraz Gabashvili | 3–6, 6–4, 6–3       |
| 2003 | Marc-Kevin Goellner | Marcos Baghdatis    | 7–5, 6–7, 7–6       |
| 2002 | John Van Lottum     | Vasilis Mazarakis   | 7–6, 6–1            |
| 2001 | John Van Lottum     | Oleg Ogorodov       | 6–1, 6–1            |
| 2000 | Noam Behr           | Alexander Shvets    | 4–6, 7–6, 6–0       |

### Đánh đôi
| Năm  | Vô địch                               | Á quân                             | Tỉ số            |
| ---- | ------------------------------------- | ---------------------------------- | ---------------- |
| 2008 | Pavel Chekhov Mikhail Elgin           | Łukasz Kubot Oliver Marach         | 7–6, 6–1         |
| 2007 | Evgeny Kirillov Alexandre Kudryavtsev | Danila Arsenov Vaja Uzakov         | 6–3, 6–1         |
| 2006 | Nicolas Renavand Nicolas Tourte       | Rohan Bopanna Aisam-ul-Haq Qureshi | 2–6, 6–3, [10–8] |
| 2005 | Alexey Kedryuk Orest Tereshchuk       | Rohan Bopanna Im Kyu-tae           | 5–7, 6–4, 6–1    |
| 2004 | Michal Mertiňák Pavel Šnobel          | Paul Logtens Melle Van Gemerden    | 6–4, 6–2         |
| 2003 | Alexey Kedryuk Vadim Kutsenko         | Mirko Pehar Jean-Julien Rojer      | 6–4, 7–6         |
| 2002 | Yves Allegro Marco Chiudinelli        | Janko Tipsarević Jan Weinzierl     | 6–3, 6–4         |
| 2001 | Aisam-ul-Haq Qureshi Rogier Wassen    | Alexey Kedryuk Alexander Shvets    | 6–2, 6–4         |
| 2000 | Vadim Kutsenko Oleg Ogorodov          | Noam Behr Aisam-ul-Haq Qureshi     | 6–4, 7–6         |